# Södra Infartsleden

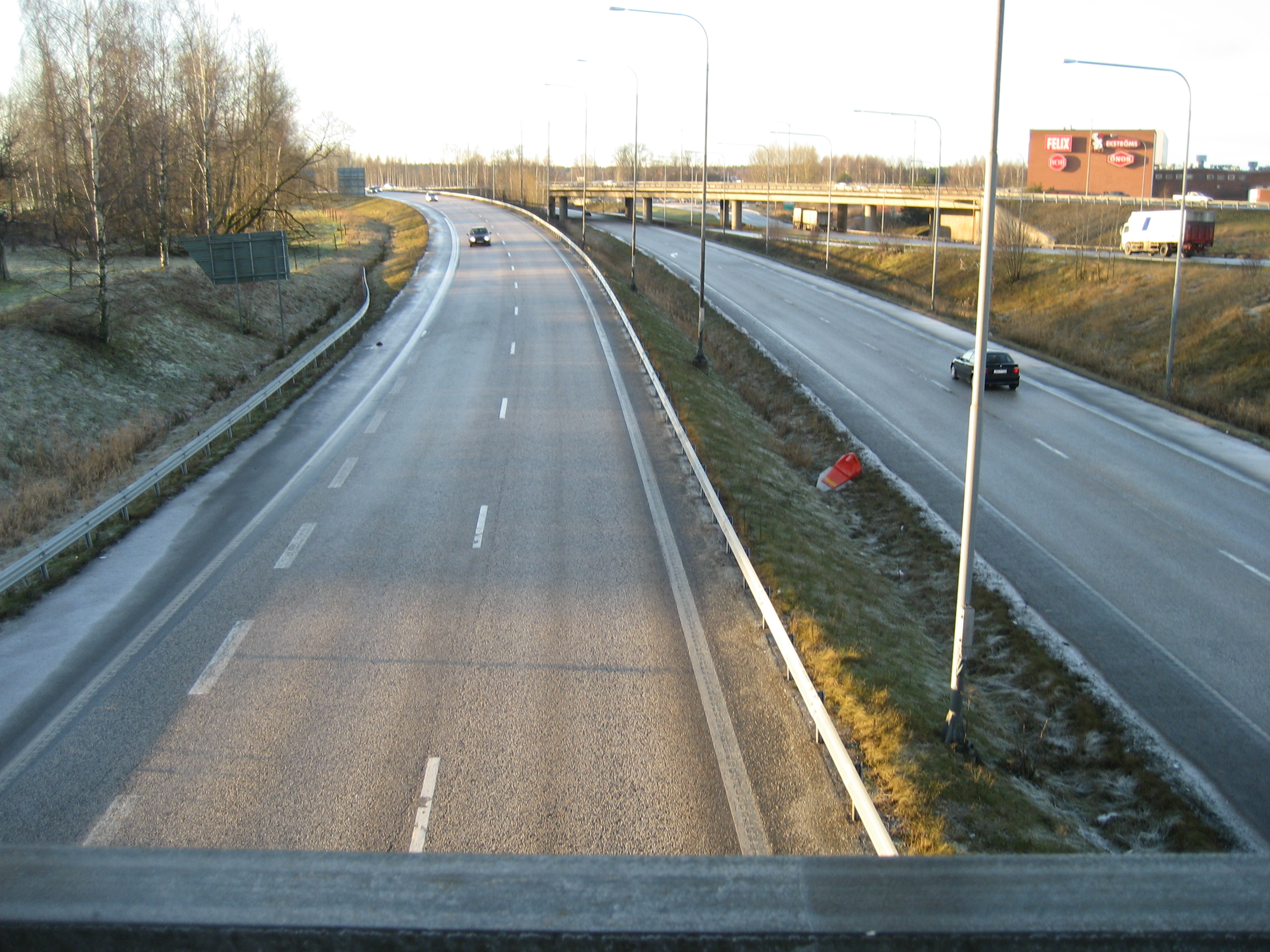
Södra Infartsleden vid Trafikplats Aspholmen/Bista.

Södra infartsleden i Örebro är en ca 2 km lång motorväg som förbinder Västerleden (E18/E20) med stadens centrum.
Efter avfarten från Västerleden vid Åbyverket följer en avfart mot Aspholmen och Adolfsberg. Mot ledens slut delar den sig dels mot Östra Bangatan och Västra centrumleden, dels i riktning mot Kungsgatan, Borgmästargatan och Trädgårdsgatan, d.v.s. mot de östra delarna av centrum.
Södra infartsleden byggdes 1967 och invigdes i samband med högertrafikomläggningen den 3 september. Den utgör grunden för Västra centrumleden som byggdes på 1970-talet.